# Делисијас (Делисијас, Чивава)
Делисијас (шп. Delicias) насеље је у Мексику у савезној држави Чивава у општини Делисијас. Насеље се налази на надморској висини од 1171 м.

## Становништво
Према подацима из 2010. године у насељу је живело 118071 становника.

### Хронологија
| Година       | 2000                  | 2005                   | 2010                   |
| ------------ | --------------------- | ---------------------- | ---------------------- |
| Становништво | 98615 (48100 / 50515) | 108187 (52795 / 55392) | 118071 (57931 / 60140) |

### Попис
| \| \| м \| \| \| ж \| \| 0—2 \| 3.154 \| \| \| 2.936 \| \| 3—5 \| 3.302 \| \| \| 3.194 \| \| 6—11 \| 6.610 \| \| \| 6.532 \| \| 12—14 \| 3.269 \| \| \| 3.196 \| \| 15—17 \| 3.503 \| \| \| 3.312 \| \| 18—24 \| 7.415 \| \| \| 7.457 \| \| 60+ \| 5.180 \| \| \| 6.043 \| \| Просек : \| 29,5 \| \| \| 30,6 \| |       |  |  |       |
| |       |  |  |       |
| | м     |  |  | ж     |
| 0—2 | 3.154 |  |  | 2.936 |
| 3—5 | 3.302 |  |  | 3.194 |
| 6—11 | 6.610 |  |  | 6.532 |
| 12—14 | 3.269 |  |  | 3.196 |
| 15—17 | 3.503 |  |  | 3.312 |
| 18—24 | 7.415 |  |  | 7.457 |
| 60+ | 5.180 |  |  | 6.043 |
| Просек : | 29,5  |  |  | 30,6  |

| #   | Индикатор                                                                                        | Вредност |
| --- | ------------------------------------------------------------------------------------------------ | -------- |
| 1   | Становништво од 0 до 2 године                                                                    | 6090     |
| 2   | Мушко становништво од 0 до 2 године                                                              | 3154     |
| 3   | Женско становништво од 0 до 2 године                                                             | 2936     |
| 4   | Становништво са 3 и више година                                                                  | 111374   |
| 5   | Мушко становништво са 3 и више година                                                            | 54474    |
| 6   | Женско становништво са 3 и више година                                                           | 56900    |
| 7   | Становништво са 5 и више година                                                                  | 106989   |
| 8   | Мушко становништво са 5 и више година                                                            | 52276    |
| 9   | Женско становништво са 5 и више година                                                           | 54713    |
| 10  | Становништво са 12 и више година                                                                 | 91736    |
| 11  | Мушко становништво са 12 и више година                                                           | 44562    |
| 12  | Женско становништво са 12 и више година                                                          | 47174    |
| 13  | Становништво са 15 и више година                                                                 | 85271    |
| 14  | Мушко становништво са 15 и више година                                                           | 41293    |
| 15  | Женско становништво са 15 и више година                                                          | 43978    |
| 16  | Становништво са 18 и више година                                                                 | 78456    |
| 17  | Мушко становништво са 18 и више година                                                           | 37790    |
| 18  | Женско становништво са 18 и више година                                                          | 40666    |
| 19  | Становништво од 3 до 5 година                                                                    | 6496     |
| 20  | Мушко становништво од 3 до 5 година                                                              | 3302     |
| 21  | Женско становништво од 3 до 5 година                                                             | 3194     |
| 22  | Становништво од 6 до 11 година                                                                   | 13142    |
| 23  | Мушко становништво од 6 до 11 година                                                             | 6610     |
| 24  | Женско становништво од 6 до 11 година                                                            | 6532     |
| 25  | Становништво од 8 до 14 година                                                                   | 15401    |
| 26  | Мушко становништво од 8 до 14 година                                                             | 7758     |
| 27  | Женско становништво од 8 до 14 година                                                            | 7643     |
| 28  | Становништво од 12 до 14 година                                                                  | 6465     |
| 29  | Мушко становништво од 12 до 14 година                                                            | 3269     |
| 30  | Женско становништво од 12 до 14 година                                                           | 3196     |
| 31  | Становништво од 15 до 17 година                                                                  | 6815     |
| 32  | Мушко становништво од 15 до 17 година                                                            | 3503     |
| 33  | Женско становништво од 15 до 17 година                                                           | 3312     |
| 34  | Становништво од 18 до 24 године                                                                  | 14872    |
| 35  | Мушко становништво од 18 до 24 године                                                            | 7415     |
| 36  | Женско становништво од 18 до 24 године                                                           | 7457     |
| 37  | Женско становништво од 15 до 49 година                                                           | 32608    |
| 38  | Становништво са 60 и више година                                                                 | 11223    |
| 39  | Мушко становништво са 60 и више година                                                           | 5180     |
| 40  | Женско становништво са 60 и више година                                                          | 6043     |
| 41  | Однос између мушкараца и жена                                                                    | 96.33    |
| 42  | Становништво од нуле до 14 година                                                                | 32193    |
| 43  | Становништво од 15 до 64 године                                                                  | 77517    |
| 44  | Становништво од 65 година и више                                                                 | 7754     |
| 45  | Просечан број деце                                                                               | 2.21     |
| 46  | Становништво рођено у ентитету                                                                   | 103178   |
| 47  | Мушко становништво рођено у ентитету                                                             | 50406    |
| 48  | Женско становништво рођено у ентитету                                                            | 52772    |
| 49  | Становништво рођено у другом ентитету                                                            | 12623    |
| 50  | Мушко становништво рођено у другом ентитету                                                      | 6405     |
| 51  | Женско становништво рођено у другом ентитету                                                     | 6218     |
| 52  | Становништво од 5 година и више резидентно у ентитету у јуну 2005. године                        | 102638   |
| 53  | Мушко становништво старосног доба од 5 година и више, резидентно у ентитету у јуну 2005. године  | 49848    |
| 54  | Женско становништво старосног доба од 5 и више година, резидентно у ентитету у јуну 2005. године | 52790    |
| 55  | Становништво од 5 година и више које је живело у другом ентитету у јуну 2005. године             | 2024     |
| 56  | Мушко становништво старије од 5 година које је живело у другом ентитету у јуну 2005. године      | 1082     |
| 57  | Женско становништво старије од 5 година које је живело у другом ентитету у јуну 2005. године     | 942      |
| 58  | Становништво од 3 године и више које говори аутохтони језик                                      | 356      |
| 59  | Мушко становништво старо 3 године и више које говори аутохтони језик                             | 241      |
| 60  | Женско становништво старо 3 године и више које говори аутохтони језик                            | 115      |
| 61  | Становништво од 3 године и више које говори аутохтони језик и не говори шпански језик            | 3        |
| 62  | Мушко становништво старо 3 године и више које говори аутохтони језик и не говори шпански         | 2        |
| 63  | Женско становништво старо 3 године и више које говори аутохтони језик и не говори шпански језик  | 1        |
| 64  | Становништво старо 3 године и више које говори аутохтони језик и шпански                         | 249      |
| 65  | Мушко становништво старо 3 године и више које говори аутохтони језик и шпански                   | 168      |
| 66  | Женско становништво старо 3 године и више које говори аутохтони језик и шпански                  | 81       |
| 67  | Становништво од 5 година и више које говори аутохтони језик                                      | 350      |
| 68  | Становништво од 5 година и више које говори аутохтони језик и не говори шпански језик            | 3        |
| 69  | Становништво од 5 година и више које говори аутохтони језик и говори шпански језик               | 247      |
| 70  | Становништво у домородачким домаћинствима                                                        | 750      |
| 71  | Становништво са ограничењима у активностима                                                      | 5666     |
| 72  | Становништво са ограниченим ходањем или кретањем, горе или доле                                  | 3283     |
| 73  | Становници са ограничењима вида, чак и уз кориштење сочива                                       | 1705     |
| 74  | Становништво са ограничењима говора, комуникације или конверзације                               | 498      |
| 75  | Становништво са ограниченим слухом                                                               | 574      |
| 76  | Становништво са ограничењима при одевању, купању или јелу                                        | 346      |
| 77  | Становништво са ограничењима у опажању или учењу једноставних ствари                             | 293      |
| 78  | Становништво са менталним ограничењима                                                           | 519      |
| 79  | Становништво без ограничења активности                                                           | 111542   |
| 80  | Становништво од 3 до 5 година које не похађа школу                                               | 3251     |
| 81  | Мушко становништво од 3 до 5 година које не похађа школу                                         | 1646     |
| 82  | Женско становништво од 3 до 5 година које не похађа школу                                        | 1605     |
| 83  | Становништво од 6 до 11 година које не похађа школу                                              | 230      |
| 84  | Мушко становништво од 6 до 11 година које не похађа школу                                        | 128      |
| 85  | Женско становништво од 6 до 11 година које не похађа школу                                       | 102      |
| 86  | Становништво од 12 до 14 година које не похађа школу                                             | 376      |
| 87  | Мушко становништво од 12 до 14 година које не похађа школу                                       | 224      |
| 88  | Женско становништво од 12 до 14 година које не похађа школу                                      | 152      |
| 89  | Становништво од 15 до 17 година похађа школу                                                     | 5074     |
| 90  | Мушко становништво од 15 до 17 година похађа школу                                               | 2581     |
| 91  | Женско становништво између 15 и 17 година живота у школи                                         | 2493     |
| 92  | Становништво од 18 до 24 године похађа школу                                                     | 5359     |
| 93  | Мушко становништво од 18 до 24 године похађа школу                                               | 2776     |
| 94  | Женско становништво од 18 до 24 године похађа школу                                              | 2583     |
| 95  | Становништво од 8 до 14 година које не може да чита и пише                                       | 217      |
| 96  | Мушко становништво старосног доба од 8 до 14 година које не може да чита и пише                  | 128      |
| 97  | Женско становништво старосног доби од 8 до 14 година које не може да чита и пише                 | 89       |
| 98  | Становништво од 15 година и више које је неписмено                                               | 1747     |
| 99  | Мушко становништво од 15 година и више које је неписмено                                         | 851      |
| 100 | Женско становништво од 15 година и више које је неписмено                                        | 896      |
| 101 | Становништво старо 15 и више година без школовања                                                | 2521     |
| 102 | Мушко становништво старо 15 и више година без школовања                                          | 1219     |
| 103 | Женско становништво старо 15 и више година без школовања                                         | 1302     |
| 104 | Становништво старосног доба 15 и више година са непотпуним основним образовањем                  | 7192     |
| 105 | Мушко становништво старосног доба од 15 година и више са непотпуном основним образовањем         | 3611     |
| 106 | Женско становништво старосног доба 15 и више година са непотпуном основним образовањем           | 3581     |
| 107 | Становништво старо 15 и више година са комплетним основним образовањем                           | 11872    |
| 108 | Мушко становништво старо 15 година и више са комплетним основним образовањем                     | 5657     |
| 109 | Женско становништво старо 15 и више година са комплетним основним образовањем                    | 6215     |
| 110 | Становништво старосног доба 15 и више година са непотпуним средњим образовањем                   | 4243     |
| 111 | Мушко становништво старосног доба од 15 година и више са непотпуним средњим образовањем          | 2406     |
| 112 | Женско становништво старосног доба од 15 година и више са непотпуним средњим образовањем         | 1837     |
| 113 | Становништво старо 15 и више година са пуним секундарном образовањем                             | 19892    |
| 114 | Мушко становништво старосног доба од 15 година и више са пуним секундарном образовањем           | 9476     |
| 115 | Женско становништво старосног доба од 15 година и више са пуним секундарном образовањем          | 10416    |
| 116 | Становништво старије од 18 година са постосновним образовањем                                    | 34517    |
| 117 | Мушко становништво старије од 18 година са постосновним образовањем                              | 16927    |
| 118 | Женско становништво старије од 18 година са постосновним образовањем                             | 17590    |
| 119 | Просечна оцена школовања                                                                         | 9.68     |
| 120 | Просечан ниво образовања мушке популације                                                        | 9.71     |
| 121 | Просечан ниво образовања женског становништва                                                    | 9.65     |
| 122 | Економски активно становништво                                                                   | 50332    |
| 123 | Економски активна мушка популација                                                               | 31387    |
| 124 | Економски активна женска популација                                                              | 18945    |
| 125 | Становништво које није економски активно                                                         | 41144    |
| 126 | Мушко становништво које није економски активно                                                   | 13023    |
| 127 | Женско становништво које није економски активно                                                  | 28121    |
| 128 | Запослено становништво                                                                           | 47691    |
| 129 | Запослено мушко становништво                                                                     | 29430    |
| 130 | Запослено женско становништво                                                                    | 18261    |
| 131 | Незапослена популација                                                                           | 2641     |
| 132 | Незапослена мушка популација                                                                     | 1957     |
| 133 | Незапослена женска популација                                                                    | 684      |
| 134 | Становништво без права на здравствене услуге                                                     | 21629    |
| 135 | Становништво које има право на здравствене услуге                                                | 95741    |
| 136 | Становништво које има право на ИМСС                                                              | 68651    |
| 137 | Становништво које има право на социјално осигурање                                               | 8093     |
| 138 | Становништво које има право на државно социјално осигурање                                       | 350      |
| 139 | Становништво које има право на опште осигурање или здравствено осигурање за нову генерацију      | 12102    |
| 140 | Становништво које је било једном или није било у браку током 12 година и више                    | 30269    |
| 141 | Венчано или уједињено становништво од 12 година и више                                           | 51191    |
| 142 | Становништво које је било у браку или уједињено 12 година и више                                 | 10167    |
| 143 | Становништво са католичком религијом                                                             | 97941    |
| 144 | Протестанти, еванђелисти и библијски следбеници различити од еванђелиста                         | 12091    |
| 145 | Становништво са другим религијама различитим од претходних                                       | 57       |
| 146 | Становништво без религије                                                                        | 6457     |
| 147 | Укупно пописаних домаћинства                                                                     | 33775    |
| 148 | Пописна домаћинства на челу са мушкарцима                                                        | 24956    |
| 149 | Пописна домаћинства на челу са женама                                                            | 8819     |
| 150 | Становништво у пописним домаћинствима                                                            | 117091   |
| 151 | Становништво у пописним домаћинствима на челу са мушкарцима                                      | 90460    |
| 152 | Становништво у пописним домаћинствима на челу са женама                                          | 26631    |
| 153 | Укупно домаћинстава                                                                              | 41665    |
| 154 | Укупно насељених домаћинстава                                                                    | 33977    |
| 155 | Укупно приватних кућа                                                                            | 41463    |
| 156 | Насељени приватни домови                                                                         | 33775    |
| 157 | Укупно насељених приватних кућа                                                                  | 33963    |
| 158 | Ненасељене приватне куће                                                                         | 6677     |
| 159 | Појединачна домаћинства за привремену употребу                                                   | 1011     |
| 160 | Становници у насељеним приватним кућама                                                          | 117091   |
| 161 | Насељеност станара у приватним становима                                                         | 3.47     |
| 162 | Просечно становника по соби у приватним насељеним домаћинствима                                  | 0.82     |
| 163 | Појединачна домаћинства са подовима од различитих материјала од земље                            | 33439    |
| 164 | Појединачна домаћинства у приземљу                                                               | 271      |
| 165 | Појединачна домаћинства са једном спаваћом собом                                                 | 10382    |
| 166 | Појединачна домаћинства са две спаваће собе и више                                               | 23348    |
| 167 | Појединачна домаћинства са једним собом                                                          | 947      |
| 168 | Појединачна домаћинства са две собе                                                              | 3262     |
| 169 | Појединачна домаћинства са 3 собе и више                                                         | 29486    |
| 170 | Појединачна домаћинства која имају електрично светло                                             | 33670    |
| 171 | Појединачна домаћинства која немају електрично светло                                            | 63       |
| 172 | Појединачна домаћинства која имају водоводну воду у стамбеном простору                           | 33620    |
| 173 | Појединачна домаћинства која немају водоводну воду у стамбеном простору                          | 89       |
| 174 | Појединачна домаћинства која имају тоалет                                                        | 33613    |
| 175 | Појединачна домаћинства која имају канализацију                                                  | 33618    |
| 176 | Појединачна домаћинства која немају канализацију                                                 | 77       |
| 177 | Појединачна домаћинства која имају електрично светло, довод воде из јавне мреже и канализацију   | 33479    |
| 178 | Појединачна домаћинства без икаквих услова                                                       | 103      |
| 179 | Појединачна домаћинства која имају радио                                                         | 29420    |
| 180 | Појединачна домаћинства која имају телевизор                                                     | 33184    |
| 181 | Појединачна домаћинства која имају фрижидер                                                      | 32755    |
| 182 | Појединачна домаћинства која имају машину за веш                                                 | 29356    |
| 183 | Појединачна домаћинства која имају аутомобил или комби                                           | 23816    |
| 184 | Појединачна домаћинства која имају рачунар                                                       | 13208    |
| 185 | Појединачна домаћинства која имају фиксну телефонску линију                                      | 16335    |
| 186 | Појединачна домаћинства која имају мобилни телефон                                               | 27742    |
| 187 | Појединачна домаћинства која имају приступ интернету                                             | 9026     |
| 188 | Величина локације                                                                                | 11       |